# HWA Television Championship
L'HWA Television Championship è stato un titolo attivo nella Heartland Wrestling Association fra il 2004 e il 2008. Il titolo nacque quando l'HWA Cruiserweight Championship venne disattivato e venne ritirato quando quest'ultimo venne riattivato.

## Albo d'oro
| Wrestler:       | Volte: | Data:             | Luogo:     | Note: |
| --------------- | ------ | ----------------- | ---------- | --- |
| Quinten Lee     | 1      | 6 gennaio 2004    | Cincinnati | Venne nominato campione in quanto già in possesso dell'HWA Cruiserweight Championship                                                                                                |
| Mike Desire     | 1      | 10 febbraio 2004  | Cincinnati | |
| Quinten Lee     | 2      | 16 marzo 2004     | Cincinnati | |
| Gotti           | 1      | 4 maggio 2004     | Cincinnati | |
| Tack            | 1      | 15 giugno 2004    | Cincinnati | |
| Rory Fox        | 1      | 27 luglio 2004    | Cincinnati | Fox schienò Tack in un 6-man tag team match |
| Tack            | 2      | 17 agosto 2004    | Cincinnati | |
| JT Sthar        | 1      | 12 ottobre 2004   | Cincinnati | |
| Deuce           | 1      | 9 novembre 2004   | Cincinnati | |
| Brian Beech     | 1      | 4 gennaio 2005    | Cincinnati | |
| Chad Collyer    | 1      | 11 gennaio 2005   | Cincinnati | |
| Quinten Lee     | 3      | 18 gennaio 2005   | Cincinnati | |
| Ala Hussein     | 1      | 15 marzo 2005     | Cincinnati | |
| Super Zeta      | 1      | 29 marzo 2005     | Cincinnati | |
| The Hussla      | 1      | 26 aprile 2005    | Cincinnati | |
| Scottie Murray  | 1      | 19 settembre 2006 | Cincinnati | Murray schienò JT Sthar in un 6-man tag team match nel quale stipulazione era che il titolo avrebbe cambiato di mano se qualcuno del Team Murray schienava qualcuno del team Hussla. |
| JT Sthar        | 2      |                   | Cincinnati | In un Triple Treath Match. Sthar schienò Murray ma nel match era presente anche Tarek The Great.                                                                                     |
| Gotti           | 2      | 7 novembre 2006   | Cincinnati | |
| Brian Jennings  | 1      | 21 novembre 2006  | Cincinnati | Jennigs rese vacante il titolo per conquistare l'HWA Heavyweight Championship. |
| Ganger          | 1      | 19 dicembre 2006  | Cincinnati | |
| Quinten Lee     | 4      | 15 maggio 2007    | Cincinnati | |
| Ganger          | 2      | 5 giugno 2007     | Cincinnati | |
| Titolo ritirato | N/A    | 30 agosto 2008    | Cincinnati | Titolo ritirato e sostituito con l'HWA Cruiserweight Championship. |